# Steinauer
Steinauer est un village du comté de Pawnee, dans l'État du Nebraska, aux États-Unis. En 2020, il comptait une population de 59 habitants.